# آلن دوفوسه
آلن دوفوسه (به فرانسوی: Alain Defossé) نویسنده و مترجم قرن بیستم میلادی اهل فرانسه بود.